# Karoline Linnert

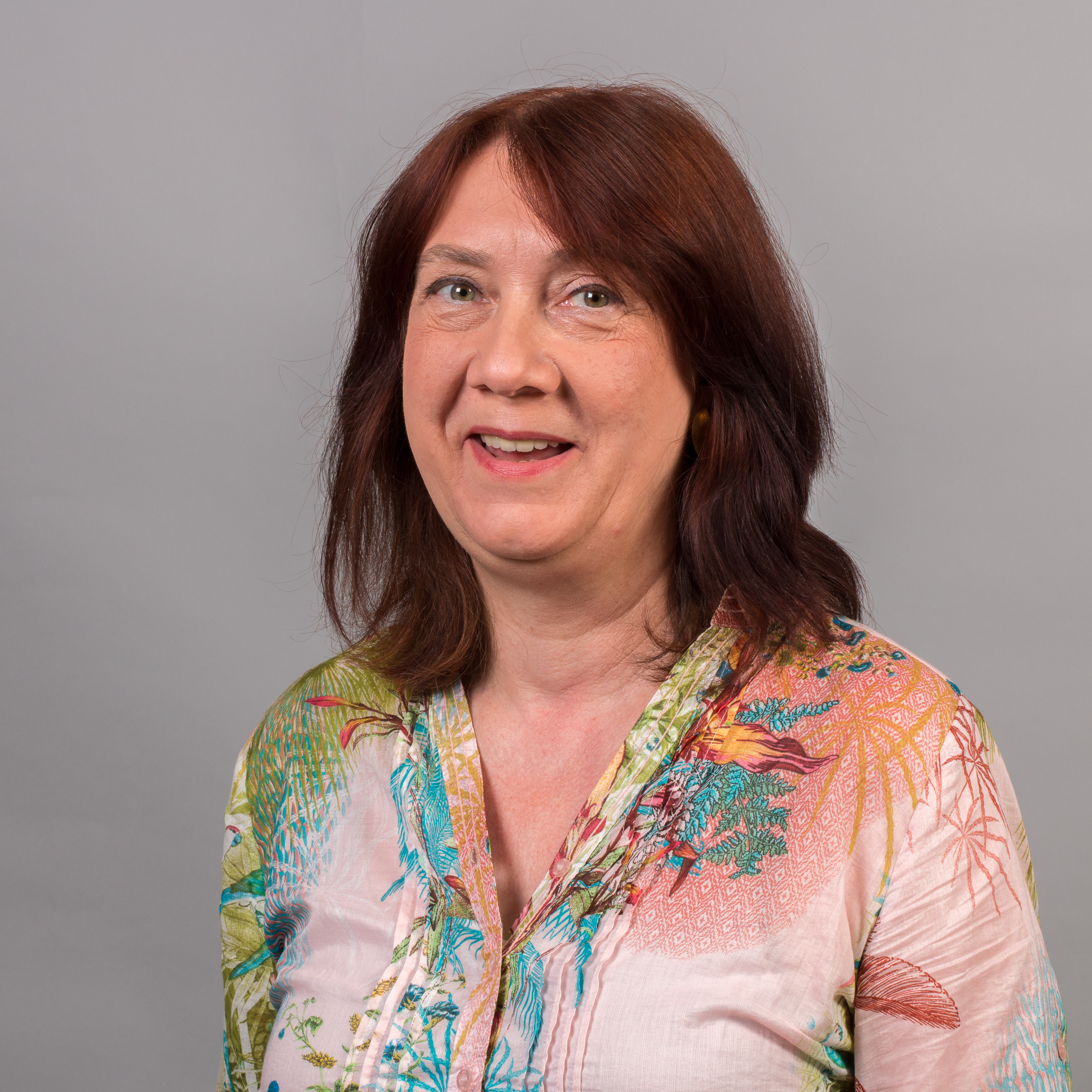
Karoline Linnert (2014)

Karoline „Karo“ Linnert (* 30. August 1958 in Bielefeld) ist eine deutsche Politikerin (Bündnis 90/Die Grünen). Sie war von 2007 bis 2019 Senatorin für Finanzen der Freien Hansestadt Bremen, Stellvertreterin des Präsidenten des Senats und Bürgermeisterin von Bremen.

## Biografie

### Ausbildung, Beruf und Familie
Nach dem Abitur 1977 erlernte Linnert bis 1979 den Beruf der Röntgenassistentin. Von 1981 bis 1988 absolvierte sie ein Studium der Psychologie an der Universität Bielefeld und der Carl von Ossietzky Universität Oldenburg, welches sie als Diplom-Psychologin abschloss. Anschließend war sie von 1989 bis 1991 in Bremen als wissenschaftliche Mitarbeiterin für Gesundheits- und Sozialpolitik bei der Bürgerschaftsfraktion der Grünen tätig.
Sie war verheiratet mit dem Künstler Helmut Oppermann (1953–2015), hat zwei Kinder und lebt im Ortsteil Hastedt.

### Politik
Linnert trat 1979 in Bremen der Partei Die Grünen bei. Von 1991 bis zu ihrer Wahl zur Senatorin 2007 war sie Mitglied der Bremischen Bürgerschaft. Hier war sie von 2000 bis 2007 Vorsitzende der Bürgerschaftsfraktion Bündnis 90/Die Grünen und von 2003 bis 2007 auch Vorsitzende des Haushalts- und Finanzausschusses. Bei der Wahl zur Bremischen Bürgerschaft 2007 trat Linnert als Spitzenkandidatin von Bündnis 90/Die Grünen an, bei der die Partei mit 16,4 % der Stimmen ihr bis zu diesem Zeitpunkt bestes Ergebnis in einem Bundesland erzielen konnte.
Nachdem die SPD unter Bürgermeister Jens Böhrnsen sich entschied, die Koalition mit der CDU zugunsten einer Koalition mit den Grünen zu beenden, beschlossen SPD und Grüne, eine gemeinsame Koalition zu bilden. Linnert wurde 2007 als Bürgermeisterin, Senatorin für Finanzen und Senatskommissarin für den Datenschutz in den von Böhrnsen geleiteten Bremer Senat gewählt (Senat Böhrnsen II) und 2011 in diesem Amt bestätigt (Senat Böhrnsen III).
Für die stadtbremischen Listenplätze bei Bündnis 90/Die Grünen zur Bürgerschaftswahl am 10. Mai 2015 wurde sie bei der Kandidatenaufstellung am 29. November 2014 auf Platz 1 gesetzt. Bei der Urwahl der Spitzenkandidatin zur Bürgerschaftswahl 2019 verlor sie gegen Maike Schaefer. Sie hatte vor der Urwahl angekündigt nur als Spitzenkandidatin für die Bürgerschaft zu kandidieren.
Ihre Nachfolgerin als Stellvertreterin des Präsidenten des Senats und Bürgermeisterin von Bremen wurde im August 2019 Maike Schaefer (Grüne) sowie als Finanzsenator Dietmar Strehl (Grüne).

### Politische Positionen
Linnert war Deutschlands erste grüne Finanzministerin und wurde 2015 in ihrem Amt für eine dritte Wahlperiode bis 2019 bestätigt. Sie gilt als grünes Urgestein aus der Gründerzeit ihrer Partei. Bei der Sparpolitik, die angesichts der hohen Verschuldung des kleinsten Bundeslandes angesagt ist, wollte sie auf soziale Belange Rücksicht nehmen. Der Versuch der CDU-Fraktion, sie anlässlich der Krise der Bremer Landesbank per Misstrauensvotum zu stürzen, scheiterte am 24. Juni 2016.
Die Folgen der Flüchtlingskrise in Deutschland ab 2015 bezeichnete sie als „außergewöhnliche Notsituation“, weshalb eine Ausnahme von der vom Bund verordneten Schuldenbremse zu vertreten sei.

## Funktionen
- Linnert war Aufsichtsratsvorsitzende der Bremer Landesbank
- Sie sitzt im Stiftungsrat der Stiftung Wohnliche Stadt.[11]
- Sie war als Senatorin Mitglied in den Aufsichtsgremien der Bremer Lagerhaus-Gesellschaft, Bremerhavener Gesellschaft für Investitutionsförderung und Stadtentwicklung, Eurogate und der Wirtschaftsförderung Bremen GmbH.
- Seit 2013 ist Karoline Linnert Schirmfrau des Bremer Friedenspreises.
- Linnert ist Fellow der Bürgerbewegung Finanzwende[12]